# Unterseeboot 1020
L'Unterseeboot 1020 ou U-1020 est un sous-marin allemand (U-Boot) de type VIIC/41 utilisé par la Kriegsmarine pendant la Seconde Guerre mondiale.
Le sous-marin est commandé le 13 juin 1942 à Hambourg (Blohm + Voss), sa quille posée le 30 avril 1943, il est lancé le 22 mars 1944 et mis en service le 17 mai 1944, sous le commandement de l'Oberleutnant zur See Otto Eberlein.
L'U-1020 n'endommage ni ne coule aucun navire au cours de l'unique patrouille (53 jours en mer) qu'il effectue.
Il est coulé par une mine en mer du Nord en janvier 1945.

## Conception
Unterseeboot type VII, l'U-1020 avait un déplacement de 769 tonnes en surface et 871 tonnes en plongée. Il avait une longueur hors-tout de 67,10 m, un maître-bau de 6,20 m, une hauteur de 9,60 m et un tirant d'eau de 4,74 m. Le sous-marin était propulsé par deux hélices de 1,23 m, deux moteurs diesel Germaniawerft M6V 40/46 de 6 cylindres en ligne de 1 400 cv à 470 tr/min, produisant un total de 2 060 à 2 350 kW en surface et de deux moteurs électriques Brown, Boveri & Cie GG UB 720/8 de 375 cv à 295 tr/min, produisant un total 550 kW, en plongée. Le sous-marin avait une vitesse en surface de 17,7 nœuds (32,8 km/h) et une vitesse de 7,6 nœuds (14,1 km/h) en plongée. Immergé, il avait un rayon d'action de 80 milles marins (150 km) à 4 nœuds (7,4 km/h; 4,6 milles par heure) et pouvait atteindre une profondeur de 230 m. En surface son rayon d'action était de 8 500 milles nautiques (soit 15 700 km) à 10 nœuds (19 km/h).
L'U-1020 était équipé de cinq tubes lance-torpilles de 53,3 cm (quatre montés à l'avant et un à l'arrière) et embarquait quatorze torpilles. Il était équipé d'un canon de 8,8 cm SK C/35 (220 coups), d'un canon antiaérien de 20 mm Flak et d'un canon 37 mm Flak M/42 qui tire à 15 350 mètres avec une cadence théorique de 50 coups par minute. Il pouvait transporter 26 mines TMA ou 39 mines TMB. Son équipage comprenait 4 officiers et 40 à 56 sous-mariniers.

## Historique
Il suit sa période d'entraînement à la 31. Unterseebootsflottille jusqu'au 13 novembre 1944, puis il rejoint son unité de combat dans la 11. Unterseebootsflottille.
L'U-1020 est équipé d'un schnorchel vers la mi-1944.
Sa première patrouille est précédée d'un court trajet de Kiel à Horten. Elle commence le 22 novembre 1944 au départ d'Horten pour les côtes de l'est du Royaume-Uni, en passant entre les Féroé et les Shetlands.
Le ou après le 9 janvier 1945, l'U-1020 heurte une mine et coule à l'est de Dundee en mer du Nord, dans le champ de mines britannique SN 17.
Les 52 membres d'équipage meurent dans ce naufrage.
L'épave de l'U-1020 est localisée en septembre 2007. Elle gît par 70 mètres de profondeur à la position géographique 56° 32′ 07″ N, 1° 18′ 09″ O. 

## Affectations
- 31. Unterseebootsflottille du 17 mai 1944 au 13 novembre 1944 (Période de formation).
- 11. Unterseebootsflottille du 14 novembre 1944 au 9 janvier 1945 (Unité combattante).

## Commandement
- Oberleutnant zur See Otto Eberlein du 17 mai 1944 au 9 janvier 1945.

## Patrouilles
|       | Commandant          | Départ           | Départ | Arrivée          | Arrivée | Jours    | Succès |
| ----- | ------------------- | ---------------- | ------ | ---------------- | ------- | -------- | ------ |
|       | Oblt. Otto Eberlein | 14 novembre 1944 | Kiel   | 17 novembre 1944 | Horten  | 4 jours  |        |
| 1     | Oblt. Otto Eberlein | 22 novembre 1944 | Horten | 9 janvier 1945   | Coulé   | 49 jours |        |
| Total | Total               | Total            | Total  | Total            | Total   | 53 jours | 0 t    |

Note : Oblt. = Oberleutnant zur See